# Контргерилья
«Контргерилья» (тур. Kontrgerilla) — турецкая часть антикоммунистической операции «Гладио», которая заключалась в формировании антикоммунистического подполья на территории Турции, исповедовавшего идеологию праворадикального национализма с элементами воинствующего пантюркизма. Боевое крыло подполья основывалось на военизированных организациях, члены которых регулярно проходили специальную подготовку в военно-тренировочных лагерях под управлением инструкторов НАТО. Инициатива разработки турецкого направления в рамках антисоветской экспансии находилась в соответствии с ключевой внешнеполитической концепцией США, сформированной в доктрине Трумэна.
Главной целью этой операции было создание сил «герильи», способных противостоять распространению коммунистической идеологии в Турции и (желательно) в приграничных с ней регионах (в американском дискурсе времён Холодной войны при оправдании формирования такого турецкого подполья использовался речевой оборот «необходимость противостояния возможному советскому вторжению»). Через какое-то время возобладала новая идеологическая установка на «недопущение победы коммунизма в Турции». «Контргерилья» в своей практике использовала против политических противников физическое насилие и пытки. Также преследовались курдские политические деятели коммунистической направленности.

## Тактическая мобилизационная группа
Изначально формирование подпольной сети боевых правонационалистических организаций в рамках реализации общего плана «Контргерильи» осуществлялось силами Тактической мобилизационной группы Вооружённых сил Турции. В турецкой политической традиции эта группа получила название тур. Seferberlik Taktik Kurulu или STK. В 1967 году STK была переименована в Особый военный департамент (тур. Özel Harp Dairesi (ÖHD), англ. Special Warfare Department). Уже в 1994 году департамент, чиновники и координаторы которого активно боролись с левыми движениями до распада СССР, был переименован в Командование сил особого назначения (тур. Özel Kuvvetler Komutanlığı, ÖKK). В настоящее время историческая оценка деятельности организаций, принимавших участие в «Контргерилье», в целом носит отрицательный характер, а большая часть населения Турции считает, что боевики Контргерильи должны нести ответственность за совершения множества немотивированных актов насилия и агрессии против мирных жителей войны в условиях продолжительного уличного противостояния в рамках классовой и политической борьбы. В целом в массовом сознании турецких граждан утвердилось мнение о том, что деятельность Контргерильи имела исключительное значение для истории Турции в годы Холодной войны. В частности, боевые отряды и националистические группировки Контргерильи принимали активнейшее участие в организации государственных переворотов 1971 и 1980 годов.

## Цели и задачи
Военные эксперты в Турции полагают, что перед Особым военным департаментом была поставлена задача фронтально противостоять предполагаемому советскому «военному вторжению», однако они чаще всего отрицают или подвергают сомнению то, что бойцы департамента принимали участие в проведении секретных операций, связанных с убийствами, похищением и запугиванием. После распада Советского Союза группы «Контргерильи» были использованы для силовой борьбы с боевым крылом Рабочей партии Курдистана (последовательно исповедующей идеологию курдского индепендентизма). В частности, активность отдельных групп была отмечена при публичном разоблачении скандала в Сусурлуке. С начала 1990-х годов после того, как коммунистическая оппозиция фактически утратила актуальность, главной мишенью «контргерреро» стали бойцы РПК, которые рассматривались официальными властями Турции как серьёзная внутренняя угроза национальному суверенитету.

## Первое официальное разоблачение
О существовании Контргерильи было официально объявлено в 1971 году, когда представители левого движения, выжившие после пыток и допросов на вилле Чивербей после государственного переворота 1971 года, рассказали о существования сети праворадикальных организаций, которые осуществляли физическое преследование сторонников марксистской идеологии. 26 сентября 1973 года о существовании антикоммунистического подполья сообщил премьер-министр Бюлент Эджевит. Через двадцать дней после разоблачительного выступления Эджевита на него было совершено покушение, но он выжил. Следующий премьер-министр Турции, Тургут Озал, откровенно говоривший о существовании влиятельного подполья, также пережил покушение на себя, последствия которого были гораздо более тяжёлыми. Тема существования «Контргерильи» затрагивалась парламентом Турции примерно 27 раз с 1990 года, но с тех пор ни одна из попыток расследований не увенчалась успехом.

## Историко-политические предпосылки
Геостратегическое значение Анатолии традиционно привлекало внимание крупных мировых держав. После Ялтинской и Потсдамской конференции 1945 года Иосиф Виссарионович Сталин отправил военные корабли к берегам Дарданелл. Известно, что И. В. Сталин планировал инкорпорировать часть территории Турции — Западную Армению, где проживало большое количество этнических армян, которые не имели возможностей для воссоединения. В Иране и Армении располагались три советских армии, которые в любой момент по приказу верховного главнокомандующего могли начать действовать. В ходе работы Потсдамской конференции Вячеслав Михайлович Молотов выступил с требованием о возвращении территорий Карса, Артвина и Ардахана, а также потребовал предоставления СССР военно-морской базы в Дарданеллах. Это требование вызвало серьёзное дипломатическое противодействие со стороны западных государств, разведслужбы которых начали планировать создание подпольной антикоммунистической организации в Турции. Страхи западных держав усилились после того, как И. В. Сталин на встрече с лидерами Компартии Болгарии отметил, что проблема турецких баз на Дарданеллах «обязательно будет решена на этой конференции». Также в планы советского руководства в случае возникновения препятствий при сооружении баз в Проливах входило требование о приобретении баз на Средиземном море. Позже, в 1946 году СССР направил две ноты протеста по поводу того, что конвенция Монтрё не способствует соблюдению геополитических интересов Советского Союза. В частности, 7 августа 1946 года СССР обратился к Турции с нотой, в которой выдвинул 5 требований по Черноморским проливам как ведущим в закрытое море. По мнению советского внешнеполитического ведомства, контроль над Проливами должен был осуществляться исключительно черноморскими государствами. Эта нота была вскоре отвергнута Турцией при активной поддержке западных держав. США в ответ также выступили с критическим заявлением.

## Начало формирования
21 февраля 1947 года британское правительство объявило о своей неспособности оказать финансовую поддержку Турции, в связи с чем Анкара приняла решение обратиться к США. Американцы, в свою очередь, разработали доктрину Трумэна о всестороннем противостоянии советской системы, включив в сферу действия доктрины и Турцию. Вскоре после того, как 12 марта 1947 года конгресс США ратифицировал доктрину Трумэна, турецкой стороне было выделено 100 миллионов долларов. К 1953 году эта цифра выросла до 233 миллионов долларов после того, как Анкара направила 5000 бойцов для участия в Корейской войне в составе контингента ООН. В августе 1947 года под патронажем посла США в Турции в Анкаре была основана Американская военная миссия помощи Турции (JAMMAT). 5 октября 1947 года делегация турецких военных офицеров и гражданских чиновников отправилась с полуофициальным визитом в США с целью заключения договора о военном сотрудничестве и соглашение об экономической кооперации. В декабре 1947 года Совет национальной безопасности США издал директиву А-4, в которой было дано разрешение ЦРУ «продолжать эту официально несуществующую программу». Таким образом, ЦРУ получило тайное разрешение на выращивание вооружённого антикоммунистического подполья в Турции. Через несколько месяцев СНБ США принял директиву 10/2 вместо прежней директивы А-4, в которой оформлялось создании Бюро политической координации (сначала это ведомство называлось «Бюро особых проектов»). Изначально стратегия этой организации была ориентирована на «пропаганду, экономическую войну, проведение акций прямого действия, саботаж и контрсаботаж, акции по демонтажу, подрывную деятельность против враждебно настроенных государств в том числе при помощи подпольных движений сопротивления, а также поддержка коренных антикоммунистических элементов в странах свободного мира, находящихся под угрозой».

## Вступление Турции в НАТО
После вступления в Североатлантический альянс 18 февраля 1952 года Турция подписала соглашение о совместном использовании военных объектов, которое официально вступило в силу 23 июня 1954 года. Именно после оформления членства в НАТО в 1952 году можно говорить об отсчёте истории «Контргерильи». Первыми агентами антикоммунистического подполья являлись офицеры в отставке, которые давали клятву верности и проходили специальную подготовку под руководством американских военных инструкторов, а потом обучались на специальных курсах по активизации подпольной работы, после чего возвращались к гражданской жизни. Среди путчистов, свергавших правительство Аднана Мендереса в 1960 году, были в том числе и участники военных групп «Контргерильи». На самом деле началу деятельности подпольной «Контргерильи» предшествовала длительная подготовительная работа, отличавшаяся масштабностью, поскольку в 1959 году координационный центр JAMMAT начитывал 1200 сотрудников, включая силовиков, что было крупнейшим подразделением Европейского командования Вооружённых сил США, а на момент 1951 года он был крупнейшим в мире контингентом военной помощи. В 1958 году JAMMAT был переименован в Военную миссию США по помощи Турции (JUSMMAT). С 1994 года называется Управлением военно-технического сотрудничества с Турцией.

## Руководители Тактической мобилизационной группы
С согласия Национального высшего совета обороны бригадный генерал Даниш Карабелен основал Тактическую мобилизационную группу, что стал первым этапом технического оформления «Контргерильи» 27 сентября 1952 года. Карабелен был в числе тех военных, которые были командированы в США при президенте Мустафе Исмете Инёню. Помимо Карабелена в эту группу входили Тургут Сунлап, Ахмет Йылдыз, Алпарслан Тюркеш (один из создателей «Серых волков» и активнейший участник путча 1960 года), Суфи Караман и Фиркет Атешдали. Фактически эти военные прошли в США военную спецподготовку в засекреченном режиме. Среди генералов, возглавлявших Тактическую мобилизационную группу, были Аднан Догу, Айдын Ылтер, Сабри Йырмибезоглу, Ибрагим Туркенчи, Доан Баязит и Февзи Тюркери. Исмаил Тансу стал правой рукой Даниша Карабелена, который от имени всех структур «Контргерильи» напрямую связывался с представителями ответственных групп внешнего разведывательного ведомства и получал от них указания. Именно Карабелен и Тансу придумали принцип клятвы верности для офицеров-резервистов, которых вербовали в «Контргерилью». Вербовка бойцов для организации происходила преимущественно в восточных регионах Турции, где вероятность столкновения с противником представлялась наиболее высокой.

## Учебная литература
Среди методических пособий и учебной литературы, с которой знакомились офицеры, завербованные в «Контргерилью», были «Антипартизанская война: теория и практика» (Counterinsurgency Warfare: Theory and Practice), автором которой был французский военный офицер, разведчик Давид Галюла, авторитетный специалист в области стратегии подавления партизанских движений, а также военно-полевое учебное пособие армии США «Операции против иррегулярных сил» (Operations Against Irregular Forces). Важным пособием для участников был труд полковника Джахита Вурала «Введение в герилью».

## Группа по борьбе с ЭОКА
Позже представители турецкого генералитета сформировали особую группу (Турецкую организацию сопротивления), которая должна была сражаться против греко-киприотской подпольной организации ЭОКА, боровшейся против любых форм проявления британского господства. Исмаил Тансу свидетельствует, что первый штаб «Контргерильи» располагался в старом доме Гюльхан, а потом переместился на виллу Колей, что находится в Кизилаи, районе в центральной части Анкары.

## Роль Рузи Назара
К середине 1960-х годов секретные военизированные структуры, созданные американскими разведывательными органами в рамках операции «Гладио» постепенно прекращали своё существование, а турецкая «Контргерилья» представляла собой исключение из правил. Часть «контргерреро» стала ядром праворадикальных партий кемалистского толка, например, Партии национального движения. Другая часть вступила в ряды террористической ультраправой группировки «Серые волки». Тюркеш в это же время параллельно с основанием Партии националистического движения основал Ассоциацию по борьбе с коммунизмом, которая руководствовалась в том числе диверсионно-террористическими методами. ЦРУ выходило на след таких турецких военных деятелей и общественных активистов, которые ранее служили в СС, например, Рузи Назар, американский узбек, многолетний борец против коммунизма. Назар, участвовавший в боевых действиях на стороне гитлеровской Германии, после войны служил в посольстве США в Анкаре около 11 лет, после чего переправился в Бонн. Рузи Назар в Турции принимал активное участие в проведении мероприятий военно-тренировочного характера, в том числе в обучении методам ведения психологической войны. Он также известен как первый тренер «Серых волков». Репутация Рузи Назара, однако, была весьма сомнительной, так как он, молодой уроженец Узбекистана, дезертировал из рядов Красной армии для воссоединения с частями нацистской Германии. После этого Рузи Назар готовил почву для борьбы за независимость Средней Азии, что привело бы к их искусственному отделению. Вскоре Назар, отлично зарекомендовавший себя на службе, стал главой отделения ЦРУ по Турции.

## Особый военный департамент
С 1965 по 1994 год координационным центром Контргерильи являлся Особый военный департамент (тур. Özel Harp Dairesi), который перенял основные функции Тактической мобилизационной группы. Департамент, который претворял в жизнь стратегию антикоммунистической борьбы, с 1971 по 1974 год возглавлял опытный турецкий генерал Кемаль Ямак. Позже, с 1987 по 1989 год Кемаль Ямак занимал должность командующего сухопутных войск Турции. На протяжении нескольких десятилетий ОВД наряду со многими антисоветскими организациями находился на дотационном содержании американских фондов.
В 1974 году ОВД занимался разработкой плана по вторжению на Кипр, в котором впоследствии принял активное участие. Вооружённой интервенцией на Кипр руководил генерал Сабри Йырмибезоглу. В 2010 году генерал Йырмибезоглу заявил в интервью на новостном государственном телеканале Habertürk TV, что специальные бригады турецких диверсантов сожгли одну из мечетей во время конфликта на Кипре с целью спровоцировать акции гражданского сопротивления греков против турок на спорном острове, чтобы получить повод для официального военного вторжения под предлогом защиты мирного турецкого населения.
В мемуарах генерал Ямак отмечал, что в 1973 американская сторона выразила готовность оказать движению Контргерильи (и ОВД в частности) финансовую помощь в размере 1 миллиона долларов, часть которых предписывалось потратить на вооружение. Это соглашение соблюдалась турецкими военными до 1974 года, когда генерал Ямак пришёл к выводу, что приобретение такого большого количества оружия и боеприпасов не отвечало потребностям департамента. Американцы якобы ответили, что они оплачивают деятельность ОВД, соответственно, они имеют право на единоличное принятие решения. Ямак пошёл на демарш и покинул заседание совместной рабочей группы, после чего уговорил начальника Генерального штаба Турции Семиха Санкара отказаться от продолжения сотрудничества с американскими спонсорами. Таким образом, через короткое время после демарша Камиля Ямака договор об американской финансовой поддержке был аннулирован. Однако вскоре Камиль Ямак запросил средства для поддержки деятельности ОВД у премьер-министра Бюлента Эджевита, которому только тогда и стало известно о проведении секретных военных операций и о существовании подпольного антисоветского движения. Эджевит предложил ОВД искать помощи в европейских государствах, после чего Ямак связался с представителями военно-политической элиты Великобритании и Франции, однако те не смогли оказать существенной финансовой поддержки. В свою очередь, командующий сухопутными силами Турции генерал Самих Санкар сообщил Ямаку, что американская сторона регулярно спонсировала ОВД наряду с Национальной разведывательной организацией на протяжении многих лет после Второй мировой войны.

## Формирование «бордовых беретов»
В начале 1990-х годов между Турцией и США были натянутые отношения из-за «курдского вопроса», который Анкара намеревалась решить довольно радикальным способом. Курдское население Турции систематически подвергалось экономической, социальной и этнокультурной дискриминации, что вызывало серьёзную критику со стороны официального Вашингтона. С целью ослабить влияние США на вооружённые силы Турции руководитель Генерального штаба Турции генерал Доган Гюреш провёл структурную и кадровую реорганизацию подведомственного ему Особого военного департамента и в 1992 году переименовал его в Команды особого (специального) назначения (тур. Özel Kuvvetler Komutanlığı), что несколько расширило официальные полномочия ключевой организации антисоветского в прошлом военизированного подполья. Бойцы этих команд в обиходной речи и даже в официальном канцелярском дискурсе получили название «Каштановые береты» или «Бордовые береты» (тур. Bordo Bereliler), в основные задачи которых входила борьба с нарастающей угрозой терроризма, предотвращение потенциальных внутренних угроз и обеспечение охраны высокопоставленных чиновников оборонного ведомства и государственных деятелей. Прозвище «Бордовые береты» распространилось примерно на 7000 бойцов, завербованных в ряд этих военизированных бригад особого назначения с начала 1990-х годов. Гражданские лица, входившие в состав «Контргерильи» в статусе разведчиков, информаторов, наблюдателей, были названы «Белыми силами» (тур. Beyaz Kuvvetler).

## Расследование преступлений
В 1993 году турецкий меджлис сформировал чрезвычайную комиссию, деятельность которой была посвящена расследованию серии загадочных убийств оппозиционных политических деятелей и общественных активистов, в которых, по версии следствия, могли быть замешаны участники «Контргерильи». В докладе, призванном инициировать судебный процесс по этому щекотливому вопросу, содержались непреложные факты о 1797 летальных случаях, при этом 312 человек погибли от рук активистов «Контргерильи» в 1992, а в 1993 году якобы расстались с жизнью 314 человек по вине боевых отрядов законспирированной всё ещё «Контргерильи». В это время генерал Гюреш связался со спикером меджлиса Хюсаметтином Джиндоруком и попросил его не продолжать расследования, чтобы не допустить разоблачения его агентов, которые могли бы выступить в роли подсудимых на публичном судебном разбирательстве. Впрочем, обвинитель со стороны Государственного совета по безопасности Нурсет Демирель отдал приказ полицейским силам не вступать в ожесточённое противостояние с парламентской комиссией с целью понизить уровень преступности. Турции через некоторое время путём тонкого замалчивания проблемы прав человека в отношении курдского населения смогла наладить свои испортившиеся отношения с американской администрации. Вскоре председатель Бюро по оборонному сотрудничеству в Турции заявил, что является основным связующим звеном между Турецким генштабом, американскими чиновниками оборонного ведомства и гражданскими активистами диссидентского толка; это же заявление в 2008 году сделал и бригадный генерал Эрик Росборг. С 1993 года руководителями (командирами) Бюро по оборонному сотрудничеству всю больше становились генералы Вооружённых сил США.

## Инциденты

### Стамбульский погром
С 6 по 7 сентября 1955 года представители «Контргерильи» принимали участие в разработке, планировании и осуществлении карательной операции, которая получила название «Стамбульский погром», направленный преимущественно против греческого населения, компактно проживавшего в островной или приостровной зоне. В это время участники подполья выступали с антикоммунистической визуальной пропагандой и дискредитацией идеологических устоев коммунизма вкупе с тезисом о необходимости скорейшей тюркизации.

### Деятельность Махира Каинака
В то же время после военного путча 1960 года, санкционированного и проведённого при прямом участии основателей «Контргерильи» через год был раскрыт новый заговор военной элиты страны, в котором, по донесению сил внутренней разведки, некоторые высокопоставленные турецкие военные чиновники и руководители военно-воздушных сил Турции принимали участие в готовящемся заговоре. Планируемый переворот был разоблачён агентом Организации национальной разведки Махиром Каинаком, который проинформировал об антигосударственных намерениях генерала и руководителя ВВС Мамдуха Таджмача и также ярого антикоммуниста, командира Первой армии, базировавшейся в Стамбуле Фаика Тюруна, который являлся ветераном Корейской войны, лично награждённый после боевых действий Дугласом Макартуром.
Сведения, добытые и проведенные агентом Каинаком, указывали на то, что группа молодых и амбициозных офицеров под руководством руководителей Генерального штаба самого высокого ранга планировали насильственную смену государственной власти 9 марта 1971 года при медийной поддержке просоветстких левых интеллектуалов, воспитанных на идеологических ценностях марксизма. Статьи в поддержку заговорщиков уже появились в ряде левоориентированных турецких периодических изданий.
10 марта 1971 года агенты ЦРУ отправили в государственный департамент обороны подробные сведения о том, что турецкое высшее командование планировало осуществить дерзкий контрпереворот и восстановить конституционные права свергнутой политической элиты. Вскоре после пересылки ЦРУ важных письменных свидетельств о готовящемся заговоре был осуществлён государственный переворот 1971 года; его целью стало окончательное подавление попытки переворота, которую, под данным ЦРУ, планировали прокоммунистические сил левого крыла. После этого просоветская интеллигенция и боевые бригады марксистов подвергались арестам и задержаниям, по отношению к ним применялись пытки и часто создавались невыносимые условия пребывания в заключении в положении пленных. Один из участников несостоявшегося путча полковник Талат Турхан был допрошен лично председателем Национальной разведывательной организации Эйипом Озалкусом.

### Фактор Алпарслана Туркеша
Таким образом, на протяжении 1970-х годов стратегия организованного антикоммунистической борьбы, которую взяли на вооружение правые радикалы, костяк Контргерильи, трансформировалась в спорадические акты внутреннего террора, которые стали прелюдией к следующему путчу 1980 года в истории современной Турции. Новый переворот получил горячую поддержку среди парламентариев Турции, многие из которых в юности имели отношение (были завербованы) к боевым организациям «Контргерильи». С помощью этого переворота его организаторам, имевших прямое отношение к «Контргерилье», удалось установить в стране фактическую военную диктатуру, после чего начались процессы, которые иллюстрируют власть малокомпетентной в гражданских делах военной элиты, например, постепенное упрощение системы высшего образования. После того, как Арпаслан Тюркеш, видный координатор «Контргерильи», исполнил роль «разжигателя» переворота, он был отстранён от механизмов принятия решений, подвергнут допросу и заключён в тюрьму, предназначенную для членов государственного военного командования. Известно, что начальник тыла сухопутных сил генерал Джамель Маданоглу хотел отдать приказ о расстреле Тюркеша, однако его друг Рузи Назар (тоже бывший активным работником ЦРУ) вступился за него.

### Допросы и пытки на вилле Чивербей
После государственного переворота 1971 года вилла Чивербей на Багдадском проспекте (Эренкёй) в Стамбуле стала местом проведения допросов с применением пыток в отношении потенциальных заговорщиков — левых активистов, выступавших против праворадикального путча и отстаивающих марксистскую идеологию. Одним из вдохновителей левых акций протеста был руководитель Турецкой партии народного освобождения Махир Чаян, которого часто называют турецким Че Геварой. Участники уличных протестов, в основном представители прокоммунистически настроенного студенчества, намеревались со временем путём народно-освободительной революции установить баасистское правительство, но их массовые манифестации были подавлены бригадами, составлявшими боевое крыло Контргерильи. Это крыло возглавлял тот же Алпарслан Тюркеш. Вдохновителем допросов с пристрастием, которые практиковались на вилле Чивербей, стал бригадный генерал Мемдух Унлютюрк, который выполнял приказы генерал-лейтенанта Тургута Суналпа, который, в свою очередь, отчитывался о проделанной работе лично командующему Первой армии генералу Фаику Тюрюну. Как Унлютюрк, так и Суналп являлись ветеранами Корейской войны и служили в Департаменте операций (тур. Harekât Dairesi). Зверские методы допросов, которые их подчинённые использовали на вилле Чивербей, были во многом позаимствованы ими из практики дознания, применяемой в отношении китайских и корейских военнопленных в ходе военного противостояния на Корейском полуострове в 1950—1953 годы. Заключённых связывали, завязывали им глаза, подвергали избиениям и издевательствам. Тем самым участники конспиративных боевых подразделений Контргерильи к 1973 году подавили левое движение в стране, которое выступало против проведения целого комплекса военно-экономических и культурно-идеологических реформ, за которые выступали прозападные правительства Турции. В турецком публицистическом дискурсе название виллы Чивербей впоследствии стало нарицательным.
В ходе расправ над местными коммунистами и представителями левого протестного движения на вилле Чивербей был подвергнут пыткам турецкий журналист, адвокат, писатель и публицист Ильхан Сельчук, а также молодой журналист Угур Мумджу. Ряд жертв допросов впоследствии свидетельствовали о том, что каратели называли себя участниками Контргерильи и утверждали, что стоят над законом и наделены правом убивать тех, кто выступает против стабильности и порядка в государстве.

### Акростих Сельчука
Примечательно, что Ильхан Сельчук, вынужденный под психологическим и физическим давлением написать чистосердечное признание в инкриминированных ему преступлениях, смог зашифровать в своём тексте фразу «Я под пыткой» в виде акростиха особой формы, что впоследствии стало широко известным фактом из его биографии. Акростих был построен таким образом, что ключевая буква этого зашифрованного послания приходилась на первую букву предпоследнего слова в каждом предложении признания Сельчука.
Другой заключённый на вилле Чивербей, видный либерал-оппозиционер Мурат Белге, впоследствии утверждал, что его пытал лично Вели Кучук, ставший в дальнейшем основателем «Службы жандармерии и контртерроризма» (тур. Jandarma İstihbarat ve Terörle Mücadele) и турецкой «Хизболла» (радикальной исламистской организации суннитского толка) — обе эти организации в 1980-е годы принимали активное участие в подавлении курдского освободительного движения, однако Кучук впоследствии отрицал факт своего участия в пытках и расправах над пленниками Чивербей.

### Арест Йылмаза Гюнея
Турецкий кинорежиссёр Йылмаз Гюней также был арестован в 1972 году по обвинению в предоставлении убежища членам анархистских вооружённых формирований, однако его друг из Национальной разведывательной организации предпринял попытку вступиться за Гюнея, сказав, что кинорежиссёр работал на спецслужбы и внедрился в левую организацию с целью её последующего разоблачения. Тем не менее, уловка не удалась и Гюней некоторое время провёл в заключении. Впрочем, отношение к Йылмазу Гюнею было более гуманным в связи с его широкой известностью в мире кино и его готовностью сотрудничать со следствием.

### Карательная операция в деревне Кызылдере
Ещё одна значимая военная операция, осуществлённая бойцами Контргерильи, прошла 30 марта 1972 года в деревне Кызылдере в районе Никсата провинции Токат. В ходе карательного рейда были убиты 10 молодых людей, которые участвовали в похищении троих иностранных заложников — двух британцев и одного гражданина Канады, работавших на радиостанции в Инье. Похищение было совершено с целью добиться обмена иностранных граждан на троих заключённых бойцов подпольной Народно-освободительной армии Турции, Дениза Гизмаша, Хюсейина Инана и Юсуфа Аслана, которым угрожала смертная казнь. Среди жертв карателей из Контргерильи были сам Махир Чаян, «турецкий Че Гевара», один из основателей и руководителей революционного поколения 1968 года, создатель народно-революционной партии Фронт Турции; Хюдаи Арикан, один из координаторов Революционной молодёжной федерации Турции; Цихан Алптекин, активист Народно-освободительной армии Турции; таксист Нихат Йылмаз; учитель Эртан Сарухан; фермер Ахмет Атасой; левый молодёжный активист Синан Казим Озюдогру; студенты Сабахаттин Курт и Омер Аина, а также лейтенант Саффет Алп. В дальнейшем трое активистов, на освобождение которых рассчитывали участники похищения иностранцев, также были казнены, что стало триумфом праворадикальных антисоветских сил Турции.
Боевик Особого военного департамента Мехмет Каплан признал, что Контргерилья также несёт ответственность за проведение этой операции, несмотря на то, что генерал Янак всё отрицал. Каплан рассказал о своей беседе с генералом Унлютюрком, в ходе которой они обсуждали, что делать с арестованными левыми активистами; якобы по совету американских генералов им позволили бежать из заключения из политической тюрьмы Малтепе, в результате чего они смогли похитить троих военнослужащих НАТО, что дало официальный повод для расправы над ними.
Во второй половине 1970-х бригады боевого крыла Контргерильи принимали участие в планировании и проведении ряда диверсионных антикоммунистических провокаций, а впоследствии переключили всё внимание на внутреннее противостояние освободительному движению, организованному Курдской рабочей партии.